# Hellweg

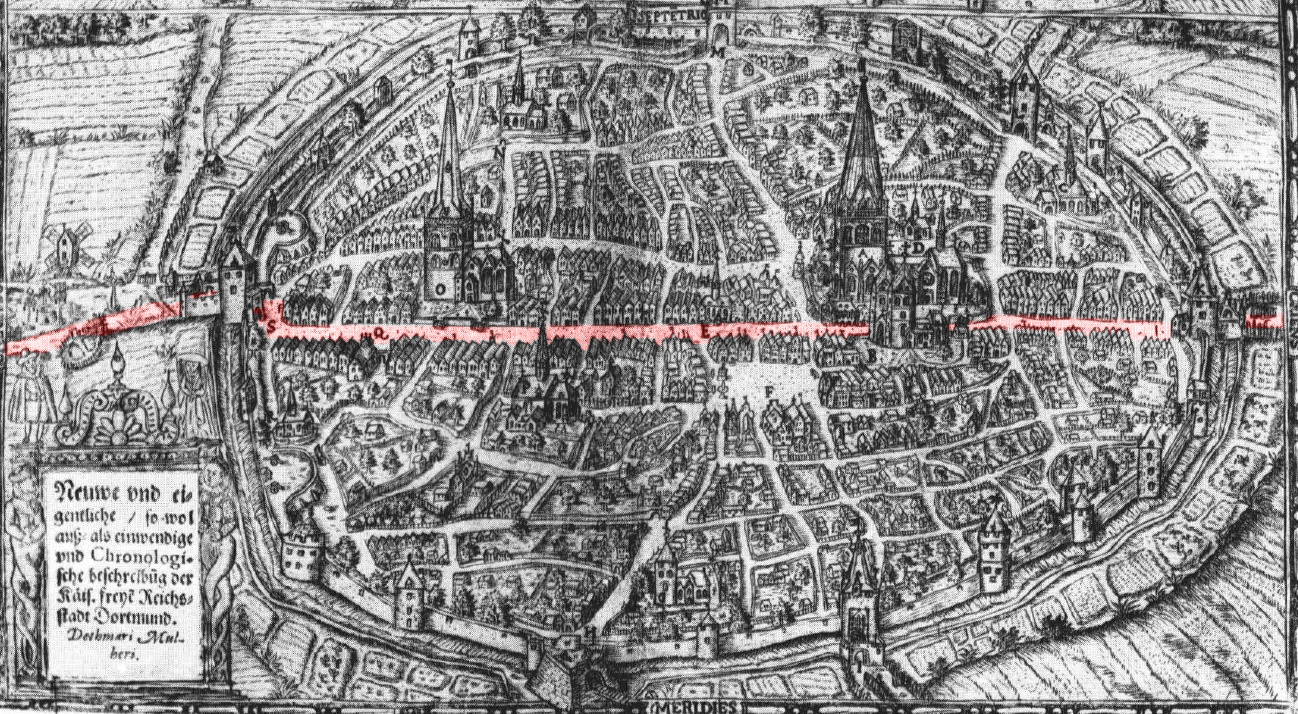
El Hellweg (indicado en rojo) en Dortmund hacia 1610, mapa de Detmar Muhler.

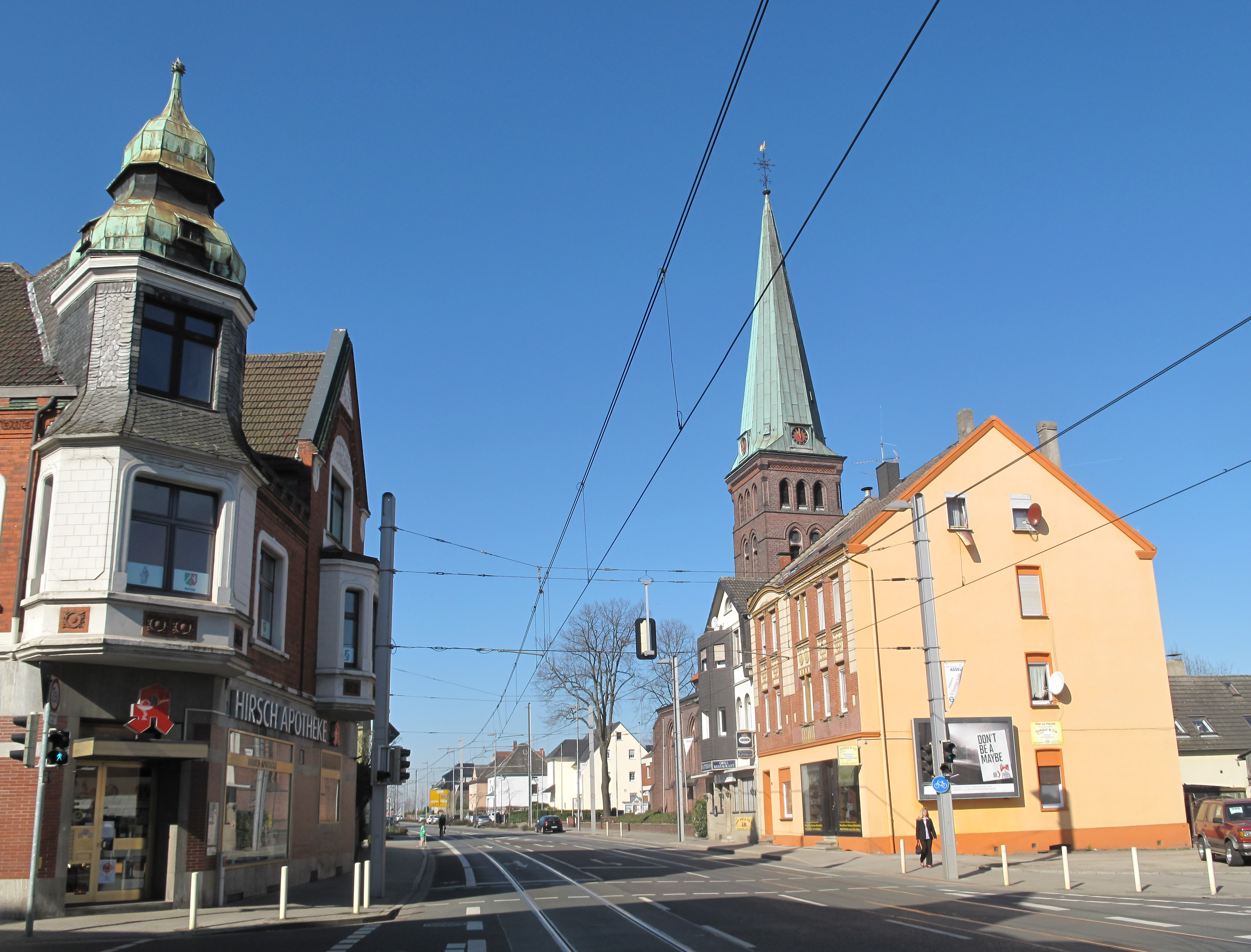
Calle Dortmind-Asseln: el Hellweg en Asselner.

En la Edad Media el Hellweg era una antigua ruta que cruzaba Alemania en sentido este-oeste, era el principal corredor desde el Rin al este de las montañas del Teutoburger Wald, llegando hasta Duisburgo, en la confluencia entre los ríos Rin y Ruhr, en Paderborn, con las laderas de la Sauerland al sur.
En los siglos X y XI el Hellweg era la ruta preferida de los reyes sajones y francones y emperadores que viajaban anualmente entre  Sajonia y Aquisgrán, cuando no se encontraban en Italia o en campaña.
Desde comienzos de la Era Moderna, con el crecimiento de las industrias del carbón y del acero, los pueblos medievales fundados a lo largo de la ruta comercial se desarrollaron para convertirse en centros industriales y absorbieron la mayor parte del crecimiento poblacional en la región.
El Hellweg, era un corredor esencial que habilitaba el tránsito para el comercio de larga distancia, fue utilizado por Carlomagno en sus guerras sajonas y posteriormente fue mantenido bajo supervisión imperial. Su ancho fue establecido en un pasaje sin obstrucciones equivalente a la longitud de una lanza, unos 3 metros, el cual debían mantener los propietarios de las tierras por donde pasaba el Hellweg. Su nombre, que hace referencia a la amplia senda "luminosa" a través del bosque, deriva de helwech en bajo alemán que tiene ese significado.
Otra etimología para  Hellweg proviene de Salzweg, la "ruta de la sal", sobre raíces antiguas hál-s (Griego), y hal (Celta), "sal". Otro posible significado hace referencia al "Camino de los muertos". En la obra Worterbuch de los hermanos Grimm, Helvegr es la ruta al infierno.